# Corte de Apelaciones de Chillán
La Corte de Apelaciones de Chillán es el tribunal de alzada chileno con asiento en la ciudad de Chillán, región de Ñuble y cuyo territorio jurisdiccional comprende la totalidad de la región, además de la comuna de Tucapel, en la región del Biobío.
En caso de inhabilidad o impedimento de todos sus integrantes, este tribunal se subroga recíprocamente con la Corte de Apelaciones de Concepción.

## Historia
La ley 5867, de 8 de agosto de 1936, estableció la nueva corte, determinando como territorios la Provincia de Ñuble y los departamentos de Parral y Cauquenes de la Provincia de Maule, segregando estos territorios de las cortes de Concepción y Talca respectivamente.
La Corte de Apelaciones de Chillán tiene su origen en 1937, cuando se instaló en el primer piso del antiguo edificio de la Intendencia de Ñuble, cual resultó destruido tras el Terremoto de Chillán de 1939. Tras el sismo, la institución estuvo de manera esporádica por varias propiedades de Avenida Libertad, mientras que paralelamente era construido el Edificio de los Servicios Públicos de Chillán. La inauguración del edificio fue en 1942 y no fue hasta 1944 cuando la Corte de Apelaciones es trasladada a esta obra.
Hasta 2023 funcionó en un ala del segundo piso del Edificio de Servicios Públicos. Desde entonces, su sede funciona en un nuevo Centro de Justicia ubicado en la esquina de Yerbas Buenas con Vega de Saldías.

## Ministros
- Presidente:Paulina Gallardo García
- Ministros:
  - Guillermo Arcos
  - Claudio Arias Cordova
  - Erika Pezoa